# José Menchero Arias
José Menchero Arias (Madrid, 1786-Villavieja, Castellón; 1848) fue un hidrólogo médico español.

## Biografía
Nacido en Madrid en 1786, fue discípulo de Louis Proust, se graduó de filosofía en la Universidad de Alcalá de Henares y estudió medicina en Valencia, donde se licenció en 1810. Ganó por oposición la plaza de Solán de Cabras, de la que fue trasladado a El Molar y por fin a Villavieja, donde falleció en 1848. Antes del concurso había prestado servicios de su facultad en el ejército; practicante en el año 1808, llegó a médico de la Real Fábrica de Armas de Toledo. Con motivo de la epidemia de fiebre amarilla, fue destinado a la asistencia de los enfermos en Murcia y Orihuela (1811-1813).